# Sušany (okres Poltár)
Sušany jsou obec na Slovensku v okrese Poltár. Žije zde 418 obyvatel, rozloha katastrálního území činí 12,94 km².
Je zde farní úřad Římskokatolické farnosti Sušany.

## Poloha
Obec leží v severozápadní části Rimavské kotliny v údolí Sušianského potoka, který je levostranným přítokem řeky Suchá. Nadmořská výška se pohybuje v rozmezí 210 až 360 m, střed obce je v 220 m n. m. Převážně kopcovité území je tvořeno mladšími třetihorními jíly, písky, pískovci, uloženinami poltárské formace a zbytky sopečných tufů s pokryvem různorodých čtvrtohorních hlín. V severní části se nachází minerální pramen. Území je ze dvou třetin využíváno k zemědělství, zbytek v severní a východní části tvoří smíšený les s převahou dubu.
K obci náleží místní části: Jelené, Svätá Túteň, Hrb, Kederka a Sušiansky mlyn.

## Historie
Na území obce archeologické nálezy ukazují na nagyrévskou sídlištní kulturu z mladší doby bronzové.
První písemná zmínka o obci pochází z roku 1407, kdy je uváděná jako Swsanfewide. Další názvy: v roce 1773 Susány, 1920 Sušany.
Patřila do majetku Mikófalvyovců, později do panství Ožďanů. V roce 1828 zde bylo 53 domů a žilo 474 obyvatel.
V roce 1902 byl založen Sušianský katolický hudební a čtecí kroužek (Sušianský katolícký hudobný a čítací krúžok), který byl základem knihovny. V meziválečném období byl postaven kulturní dům a v něm měla sídlo i knihovna, která má v současnosti na 2269 knižních titulů.
V roce 1936 se osamostatnila místní část Kružino.
Hlavní obživou bylo zemědělství a až do poloviny 20. století hrnčířství a výroba střešních tašek.

## Památky
- V obci se nachází římskokatolický kostel Narození svaté Anny z let 1835–1844.[8]
- V přízemí kulturního domu se nachází pamětní jizba hrnčířství.[9]
- V parku je památník padlým v první a druhé světové válce.